# Time Flies (陳奕迅迷你專輯)
《Time Flies》是香港歌手陳奕迅的粵語EP，於2010年3月12日發行。台灣版則直接引進港版，於2010年3月19日發行；內地版專輯名改為《時日如飛》。而歌曲的次序是按錄音先後次序排列。

## 專輯簡介
本EP收錄陳奕迅6首粵語歌曲，全部歌曲皆拍攝了MV，並收錄於附送的DVD內。EP其中三首歌包括《無人之境》、《陀飛輪》及《一絲不掛》榮獲三台冠軍。《Time Flies》是繼2009年推出的《H³M》後，連續兩屆於叱咤樂壇流行榜獲得至尊唱片大獎。

## 曲目
| 次序 | 歌名     | 作曲             | 填詞   | 編曲      | 監製        |
| ---- | -------- | ---------------- | ------ | --------- | ----------- |
| 01   | 無人之境 | Eric Kwok        | 黃偉文 | Eric Kwok | Eric Kwok   |
| 02   | 大人     | Eric Kwok        | 陳詠謙 | Eric Kwok | Eric Kwok   |
| 03   | 一絲不掛 | Christopher Chak | 林夕   | 陳珀      | Alvin Leong |
| 04   | 陀飛輪   | Vincent Chow     | 黃偉文 | Gary Tong | Alvin Leong |
| 05   | 心腹     | Eric Kwok        | 黃偉文 | Eric Kwok | Eric Kwok   |
| 06   | 味之素   | 陳羽恆           | 黃偉文 | C.Y. Kong | Alvin Leong |

### 音樂錄像
| 曲目次序 | 歌名     | 導演           | 首發日期       | 首發平台 | 連結                              |
| -------- | -------- | -------------- | -------------- | -------- | --------------------------------- |
| 01       | 無人之境 | 莊少榮         | 2009年12月29日 | Youtube  | Youtube連結（页面存档备份，存于） |
| 02       | 大人     | rabbit@ptu     | 2010年3月7日   | Youtube  | Youtube連結（页面存档备份，存于） |
| 03       | 一絲不掛 | rabbit@ptu     | 2010年3月7日   | Youtube  | Youtube連結（页面存档备份，存于） |
| 04       | 陀飛輪   | 郭子健、黃智亨 | 2010年3月3日   | Youtube  | Youtube連結（页面存档备份，存于） |
| 05       | 心腹     | Ellis Lee      | 2010年3月12日  | Youtube  | Youtube連結（页面存档备份，存于） |
| 06       | 味之素   | 莊少榮         | 2010年3月7日   | Youtube  | Youtube連結（页面存档备份，存于） |

## 外間評價
《Time Flies》推出後普遍得到正面評價。香港音樂網誌當下音樂（前稱斥測樂壇）形容《陀飛輪》中陳奕迅的歌聲「唱得有感染力，也有說服力，好聽之餘也發人深省」，但表示整張專輯保持了陳奕迅的一貫水準，屬於傳承多於開創和「不會是將來很被人記住的唱片」。
另外，有評論網站指出陳奕迅依然受制於商業市場，導致《Time Flies》曲風保守，指專輯內作品作曲和編曲都放得太輕，咀嚼不到甚麼味道，形容「詞大於曲」問題嚴重。

## 派台歌曲及四台成績
《無人之境》、《陀飛輪》、《一絲不掛》及《大人》。
| 歌曲     | 903 專業推介 | RTHK 中文歌曲龍虎榜 | 997 勁爆流行榜 | TVB 勁歌金榜 |
| -------- | ------------ | ------------------- | -------------- | ------------ |
| 無人之境 | 1            | 1                   | 1              | ^            |
| 陀飛輪   | 1            | 1                   | 1              | ^            |
| 一絲不掛 | 1            | 1                   | 1              | ^            |
| 大人     | -            | 7                   | 2              | ^            |

粗體表示冠軍歌

（^）由於TVB與包括其所屬環球唱片的四大唱片公司的版稅紛爭而暫停在該台派歌
《無人之境》、《陀飛輪》、《一絲不掛》三首歌曲得到廣泛樂迷愛戴，均成為三台冠軍歌。

## 相關獎項或提名

### 個人獎項
- 香港：明報2010年度演藝動力大獎－最突出男歌手
- 中國：2011年（第十一屆）華語音樂傳媒大獎－最佳粤語男歌手
- 亞洲：第十屆全球華語歌曲排行榜－最佳製作人

### 專輯《Time Flies》
- 香港：明報2010年度演藝動力大獎－最突出唱片
- 香港：2010年度叱吒樂壇流行榜頒獎典禮－至尊唱片大獎
- 香港：2010年度SINA Music樂壇民意指數頒獎禮－我最喜愛至尊大碟
- 香港：2010年度香港HMV十大亞洲流行唱片銷量排行榜[4]－第五位
- 中國：2011年（第十一屆）華語音樂傳媒大獎－年度粵語專輯（提名）
- 中國：2011年（第十一屆）華語音樂傳媒大獎－百家傳媒年度最受矚目專輯
- 亞洲：第十屆全球華語歌曲排行榜－最佳專輯

### 歌曲《一絲不掛》
- 香港：2010 CASH金帆音樂獎－最佳旋律
- 香港：2010 CASH金帆音樂獎－最佳歌曲
- 香港：新城勁爆頒獎禮2010－新城勁爆監製大獎
- 香港：新城勁爆頒獎禮2010－新城勁爆歌曲大獎
- 香港：新城勁爆頒獎禮2010－新城全球勁爆歌曲
- 香港：2010年度叱吒樂壇流行榜頒獎典禮－叱咤樂壇我最喜愛歌曲十強
- 香港：2010年度SINA Music樂壇民意指數頒獎禮－最高收聽率二十大歌曲
- 香港：2010年度SINA Music樂壇民意指數頒獎禮－我最喜愛至尊金曲
- 中國：2011年（第十一屆）華語音樂傳媒大獎－最佳作曲人（提名）

### 歌曲《陀飛輪》
- 香港：2010 CASH金帆音樂獎－最佳歌詞
- 香港：2010 CASH金帆音樂獎－最佳歌曲
- 香港：新城勁爆頒獎禮2010－新城勁爆填詞大獎
- 香港：2010年度叱吒樂壇流行榜頒獎典禮－專業推介 叱咤十大（第五位）
- 香港：2010年度叱吒樂壇流行榜頒獎典禮－叱咤樂壇我最喜愛的歌曲大獎
- 香港：第三十三屆十大中文金曲頒獎典禮－十大中文金曲
- 香港：第三十三屆十大中文金曲頒獎典禮－全球華人至尊金曲
- 香港：第三十三屆十大中文金曲頒獎典禮－傳媒推薦大獎（歌曲）
- 香港：IFPI 香港數碼音樂大獎 2011－十大數碼暢銷歌曲
- 中國：2011年（第十一屆）華語音樂傳媒大獎－年度粵語歌曲
- 中國：2011年（第十一屆）華語音樂傳媒大獎－最佳作詞人
- 中國：2011年（第十一屆）華語音樂傳媒大獎－最佳編曲人（提名）
- 馬來西亞：2011年（第二屆）MY Astro至尊流行榜頒獎典禮－至尊金曲25大
- 亞洲：第十屆全球華語歌曲排行榜－年度二十大金曲
- 亞洲：第十屆全球華語歌曲排行榜－最佳作詞
- 加拿大：加拿大至HIT中文歌曲排行榜 2010年度總選－全國推崇十大粵語歌曲
- 加拿大：加拿大至HIT中文歌曲排行榜 2010年度總選－全北美推崇歌曲

### 歌曲《無人之境》
- 香港：2010年度YAHOO!搜尋人氣大獎 - 人氣歌曲

## 其他翻唱版本
- 香港歌手何韻詩於2010年12月23-25日舉行的「Hocc Homecoming Live 2010」音樂會中演唱《陀飛輪》，編曲中加入《再見露絲瑪莉》和《勞斯•萊斯》的旋律，演唱片段收錄在其《HOCC Homecoming Live 2010》音樂會DVD。及後她於2012年12月6日在台北大河岸舉行的「無臉人音樂會」上亦再次演唱《陀飛輪》，收錄在2013年數位專輯《無臉人音樂會@台北大河岸》。

- 香港歌手關淑怡於2012年尾推出歌曲《陀飛輪》的改編版本，收錄在其個人EP《陀飛輪》，並由名模周汶錡擔任MV主角。[5][6]MV劇情與關淑怡的獨特「關式唱腔」令歌曲再度受到關注與討論。[7][8]

## 外部連結
- Time Flies - 環球唱片專頁（页面存档备份，存于）
- Time Flies 全碟歌詞 - Eason Chan Music Wiki（页面存档备份，存于）